# (6467) Prilepina
(6467) Prilepina est un astéroïde de la ceinture principale.

## Description
(6467) Prilepina est un astéroïde de la ceinture principale. Il fut découvert le 14 octobre 1979 à Naoutchnyï par Nikolaï Tchernykh. Il présente une orbite caractérisée par un demi-grand axe de 2,66 UA, une excentricité de 0,11 et une inclinaison de 4,6° par rapport à l'écliptique.

## Compléments